# Qiongthela yalin
Espèce
Qiongthela yalin est une espèce d'araignées mésothèles de la famille des Liphistiidae.

## Distribution
Cette espèce est endémique de Hainan en Chine. Elle se rencontre vers Sanya.

## Description
Le mâle holotype mesure 16,80 mm et la femelle paratype 18,31 mm.

## Systématique et taxinomie
Cette espèce a été décrite par Yu, Liu, Zhang, Li et Xu en 2021.

## Étymologie
Son nom d'espèce lui a été donné en référence au lieu de sa découverte, Yalinling.

## Publication originale
- Yu, Liu, Zhang, Li & Xu, 2021 : « Three new species of the segmented spider genus Qiongthela (Mesothelae, Liphistiidae) from Hainan Island, China. » ZooKeys, no 1009, p. 123-138 (texte intégral).